# Пена (Терамо)
Пена (итал. Penna) је насеље у Италији у округу Терамо, региону Абруцо.
Према процени из 2011. у насељу је живело 50 становника. Насеље се налази на надморској висини од 261 м.